# Troublesome Wives
Troublesome Wives é um filme mudo britânico de 1928, do gênero comédia, dirigido por Harry Hughes e estrelado por Eric Bransby Williams, Mabel Poulton e Lilian Oldland. Foi baseado na peça Summer Lightning, de Ernest Denny.

## Sinopse
Duas donas de casa tornam-se envolvidas com uma rede de espionagem estrangeira.

## Elenco
- Eric Bransby Williams - Eric Paget
- Mabel Poulton - Betty Paget
- Lilian Oldland - Norah Cameron
- Roy Russell - Alec Cameron
- Reginald Fox - Maxwell
- Marie Ault - Tia Mary